# ليزلي جودفري
ليزلي جودفري (بالإنجليزية: Leslie Godfree)‏ مواليد 27 أبريل 1885 في برايتون - الوفاة 17 نوفمبر 1971 في ريتشموند، لندن، إنجلترا، كان لاعب كرة مضرب إنجليزي. كما أنه أحد أبطال الجراند سلام. سبق أن شارك في دورة الألعاب الأولمبية الصيفية.

## بطولات حققها
- بطولة ويمبلدون

## النهائيات

### الزوجي (الألقاب 1)
| الحصيلة | السنة | البطولة  | الأرضية | الشريك       | المنافس                      | النتيجة            |
| ------- | ----- | -------- | ------- | ------------ | ---------------------------- | ------------------ |
| الفوز   | 1923  | ويمبلدون | عشبية   | راندولف ليكت | كونت دي غومار إدواردو فلاكير | 6–3, 6–4, 3–6, 6–3 |

## روابط خارجية
- ليزلي جودفري على موقع رابطة محترفي التنس (الإنجليزية)
- ليزلي جودفري على موقع الاتحاد الدولي لكرة المضرب (الإنجليزية)
- ليزلي جودفري على موقع كأس ديفيز (الإنجليزية)
- ليزلي جودفري على موقع بطولة ويمبلدون (الإنجليزية)
- ليزلي جودفري على موقع أوليمبيديا (الإنجليزية)